# TubeNews
TubeNews – magazyn poświęcony młodym twórcom wideo w sieci, wydawany w Polsce od kwietnia 2015 r. do kwietnia 2019 r. przez Wydawnictwo Bauer początkowo nieregularnie, następnie jako dwumiesięcznik, od 2016 roku jako kwartalnik, a od 2017 ponownie jako dwumiesięcznik. Redaktorem naczelnym był Michał Wiśnicki.